# 函館市場
株式会社函館市場（はこだていちば）は、かつて存在した岡山県岡山市北区に本社を置く回転寿司店舗すし処 函館市場を運営するサンマルクホールディングス傘下の企業。2022年7月11日をもってサンマルクホールディングスと合併して解散。

## 経営形態
外食産業のチェーンとして、函館市場が直営あるいはフランチャイズで展開している。店舗としては、郊外型のロードサイド立地の店が多く、無料の駐車場を備えていることがほとんどである。地下街やショッピングセンター内にも出店している。
株式会社函館市場は2006年3月1日に旧株式会社サンマルク（同日付で株式会社サンマルクカフェに商号変更）が業種ごとに分割されて発足した会社である。
2022年7月1日に株式会社サンマルクホールディングスが収益化が難しくなってきた株式会社サンマルク、株式会社函館市場および株式会社バケットを吸収合併、事業開発部と併せ、レストラン事業部とした。

## 特徴
回転寿司の価格の安さ、価格の透明性を保ちながら、より高級な食材を提供することを特徴とする。結果として一般の回転寿司よりは価格的に高くなるが、それでも良いという顧客を取り込み、一般寿司店と格安回転寿司店との中間層を狙っていく戦略である。
北海道のイメージを打ち出しているが、特に北海道の食材が多い訳ではない。また、北海道に店舗は存在しない。「市場」と付いているが、鰊番屋や卸売市場のイメージは無く、内装は綺麗にまとめてある。
店舗の名称である函館市場については、商標登録されている。（登録商標日本第4435985号）